# Mazedonische Frage

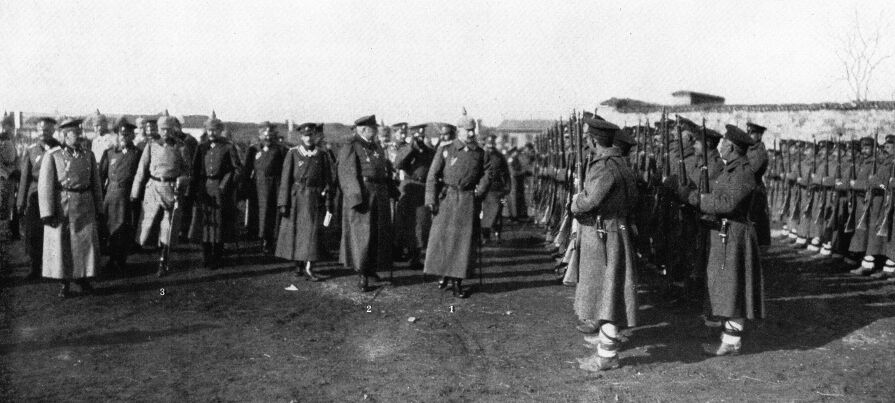
Wilhelm II. und Ferdinand I. von Bulgarien bei der Inspektion bulgarischer Truppen, Niš, 18. Januar 1916

Die Mazedonische Frage war ein Themenkomplex der europäischen Politik in der Zeit zwischen dem Berliner Kongress 1878 und dem Ende der Balkankriege 1913. Sie betraf den politischen Status und die territoriale Zugehörigkeit des Gebiets der geographischen Region Mazedonien und darüber hinaus des gesamten europäischen Teils des Osmanischen Reiches mit Ausnahme der enger oder weiter gefassten Meerengenregion um Bosporus, Marmarameer und Dardanellen. Sie war gekennzeichnet um die politisch und kulturell geführte Auseinandersetzung über die Zuordnung der oft in viele oft kleine Volksgruppen geteilten Bevölkerung zu den Nationen der entstehenden Nationalstaaten (Montenegro, Serbien, Griechenland und Bulgarien) und der Albaner. Rumänien war durch die Protektion der sprachverwandten romanischen Kleingruppen wie der Aromunen ebenfalls involviert. Ein Teilaspekt der mazedonischen Frage war der Bulgarisch-griechische Kirchenkampf. Die Mazedonische Frage war integraler Bestandteil der sogenannten Orientalischen Frage. Der Balkanbund stellte einen gemeinsamen Versuch der südosteuropäischen Staaten dar, die Mazedonische Frage auf Kosten des Osmanischen Reiches zu lösen. Er scheiterte jedoch daran, dass sich die Staaten des Balkanbundes nach dem für sie siegreichen Ersten Balkankrieg nicht über die Aufteilung der territorialen Beute einigen konnten. Frustrationen aus der dann getroffenen Grenzziehung wirkten beim Eintritt der Balkanstaaten und des Osmanischen Reichs (und auch Italiens) in den Ersten Weltkrieg mit.
Die Mazedonische Frage hängt auch indirekt mit der neueren Geschichte Deutschlands zusammen, insofern der Zusammenbruch der Mazedonischen Front mit zur militärischen Niederlage der Mittelmächte im Ersten Weltkrieg führte.